# Vadym Tysjtjenko
Vadym Tysjtjenko (ukr. Вадим Тищенко, född den 24 mars 1963 i Horodok, Ukrainska SSR, Sovjetunionen, död 14 december 2015, var en ukrainsk och sovjetisk fotbollsspelare som tog OS-guld i fotbollsturneringen vid de olympiska sommarspelen 1988 i Seoul.